# Agatino
Agatino (Αγαθινος) foi um eminente médico da Grécia Antiga, o fundador de uma nova escola filosófica médica, para qual deu o nome de episintéticos.
Nasceu em Esparta e deve ter vivido no século I, já que era o pupilo de Ateneu e tutor de Arquígenes. Dele é dito ter sido uma vez tomado por um ataque de delírio, provocado pela falta de sono, do qual ele foi entregue por seu pupilo Arquígenes, que pediu que sua cabeça fosse estimulada com uma grande quantidade de óleo quente.
É frequentemente citado por Galeno, que o menciona entre os pneumáticos. Nenhum de seus escritos sobreviveu até os dias de hoje. As opiniões precisas de sua escola filosófica não são conhecidas mas eram provavelmente próximas às da ecléticos.

## Leitura aprofundada
- Kudlien, Fridolf (1970). «Agathinus, Claudius». Dictionary of Scientific Biography. 1. New York: Charles Scribner's Sons. pp. 74–75. ISBN 0-684-10114-9